# Joseph Nehama

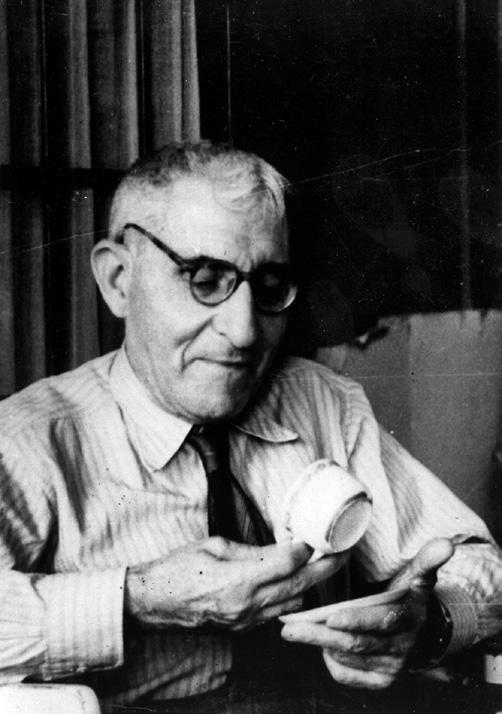
Joseph Nehama

Joseph Nehama (* 17. März 1881 in Thessaloniki; † 29. Oktober 1971 ebenda) war ein jüdischer Schulleiter, Linguist und Historiker des Judentums. Er überlebte den Holocaust trotz seiner Haft im KZ Bergen-Belsen 1944/45 und wurde nach 1945 Verfechter des Zionismus.

## Leben
Der im Osmanischen Reich geborene Rabbinersohn besuchte ab 1890 die französischsprachige Schule und studierte ab 1898 in Auteuil und Paris an der Lehramtsschule École normale israélite orientale der Alliance Israélite Universelle (AIU) sowie an der Sorbonne. Als Lehrer und Schulleiter (ab 1910) unterrichtete er viele Jahrgänge des jüdischen Gymnasiums in Saloniki, das als Stadt ab 1912/13 zu Griechenland gehörte. 1918 wurde er in den Pariser Hauptvorstand der AIU gewählt und 1920 Inspektor der Bildungseinrichtungen im gesamten Vorderen Orient.
Daneben schrieb er eine siebenbändige Geschichte der Juden von Thessaloniki, die er bis zum Tod bearbeitete, Teile sind erst im Nachlass erschienen. Ferner verfasste er ein intensiv kommentiertes Wörterbuch des Ladino, der jüdisch-spanischen Sprache. Das Lexikon sollte die Sprache auch standardisieren und mit der Weiterarbeit nach 1945 überhaupt noch erhalten.
Nehama engagierte sich politisch nach 1918 im Vorstand der jüdischen Gemeinde für den Verbleib der Juden in der Stadt, statt in das britisch beherrschte Palästina auszuwandern. Nach der Verstaatlichung der jüdischen Schulen infolge der nationalistischen Politikwende unter Premier Venizelos und dem Vertrag von Lausanne 1923 gründete er mit seinem Bruder 1926 erfolgreich eine Bank in Saloniki. In den 1930er Jahren mit ihrer vertieften Wirtschaftskrise nahmen der Antisemitismus und damit der Druck zur Auswanderung zu. Nehama berichtete 1934 der AIU-Zentrale von türkischen Vertreibungen griechischer Juden aus Thrakien.
Während der deutschen Besatzung Griechenlands flohen er und viele Juden aus Thessaloniki erst in das italienisch besetzte Athen. Seine Bibliothek und sein Vermögen gingen verloren. Nehama wurde aber nach der deutschen Übernahme der Stadt im März 1944 dort festgenommen und in das KZ Bergen-Belsen deportiert. Lange hatte ihn noch seine spanische Staatsbürgerschaft geschützt, für die er 1912 sich entschieden hatte, und der Transport war speziell für Spanier in die Heimat geplant, doch endete er in Bergen-Belsen. Die alliierten Truppen befreiten Nehama im April 1945 aus dem KZ.
Nach 1945 fühlte er sich schuldig, weil er vor dem Krieg gegen eine vor dem Holocaust rettende Auswanderung gearbeitet hatte. Er wurde deshalb ein Verfechter des Zionismus und besuchte Israel 1961. Mit dem örtlichen Rabbiner Michaël Molho verfasste der Zurückgekehrte eine Darstellung des Holocaust in Griechenland (zuerst 1947). Hauptsächlich widmete er sich darauf seinen wissenschaftlichen Projekten, bei denen er sich unter Zeitdruck sah. Die meisten Ladinosprecher gab es nicht mehr, teilweise musste er aus der eigenen Erinnerung die Wortartikel für das Lexikon schreiben. Bis zum Tod 1971 blieb er im Vorstand der AIU.

## Schriften (Auswahl)
- La Ville convoitée. Salonique. Perrin et Cie, Paris 1914 (als P. Risal; Neuauflage: Tarascon 2004).
- Histoire des Israélites de Salonique. 7 Bände. 1935 bis 1978:
  - Band 1: La communauté romaniote. Les Sefaradis et leur dispersion. Durlache, Paris; Molho, Thessaloniki 1935.
  - Band 2: La communauté séfaradite (1492–1536). Période d’installation. Durlache, Paris; Molho, Thessaloniki 1935.
  - Band 3/4: L’Âge d’or du séfaradisme salonicien, 1536–1593. Durlache, Paris; Molho, Thessaloniki 1936.
  - Band 5: Période de stagnation – La tourmente sabbatéenne (1593–1669). Sfakianakis, Thessaloniki 1959.
  - Band 6/7: Jüdische Gemeinde, Thessaloniki 1978 (Nachlass).
- In Memoriam. Hommage aux victims juives des Nazis en Grèce (Salonica, 1947 u. ö.) Geschichte des Holocaust in Griechenland
- Dictionnaire du judéo-espagnol (Salonica, 1968)
  - 1. Auflage: Instituto Benito Arias Montano, Madrid, 1977, ISBN 84-00-03613-1.
  - Co-Wiederauflage als Facsimile: éditions de « La Lettre sépharade », Gordes, éditions Langues & Mondes-l'Asiathèque, Paris, 2003, ISBN 2-915255-08-3.

deutsch
- Joseph Nehama: Zuflucht Saloniki: die Sepharden im osmanischen Exil; eine Auswahl (1492–1556) aus Joseph Nehamas "Histoire des Israélites de Salonique". Winkler, Bochum 2005, ISBN 978-3-89911-030-2.

## Einzelbelege
1. ↑  D. Gershon Lewental: Joseph Nehama. In: Encyclopedia of Jews in the Islamic world. 1. Januar 2010 (academia.edu [abgerufen am 24. Juni 2025]).
2. ↑  Joseph Nehama: Index: Histoire des Israelites de Salonique. In: sephardicstudies.org, 1935–1978. Abgerufen am 24. Juni 2025.
3. ↑  Hermann-Peter Eberlein: Rezension: Zuflucht Saloniki. In: Das Blättchen. 3. September 2007, abgerufen am 24. Juni 2025.
4. ↑  Lilli Herschhorn (Hrsg.): Zuflucht Saloniki: Die Sepharden im osmanischen Exil. Eine Auswahl (1492-1556) aus Joseph Nehamas Histoire des Israélites de Salonique. 2005, ISBN 978-3-89911-030-2 (winklerverlag.com).
5. ↑  Hatice Bayraktar: 'Zweideutige Individuen in schlechter Absicht': Die antisemitischen Ausschreitungen in Thrakien 1934 und ihre Hintergründe. Walter de Gruyter GmbH & Co KG, 2020, ISBN 978-3-11-220864-9 (google.de [abgerufen am 24. Juni 2025]).
6. ↑  Vgl. zur Enteignung jüdischer Vermögen in Saloniki und Athen Götz Aly: Hitlers Volksstaat. Raub, Rassenkrieg und nationaler Sozialismus, 2005. ISBN 978-3-10-402606-0. S. 281–295. Nehamas Verlustberechnung von 1946 wird zweimal zitiert (S. 287, 295).
7. 1 2  Marie Louboutin: Joseph Nehama 📖 Biographie, carrière et succès. In: Artistscelebrity.com. 27. Dezember 2024, abgerufen am 24. Juni 2025 (französisch).
8. ↑  Nehama, Joseph. In: jewishvirtuallibrary.org. Abgerufen am 24. Juni 2025.
9. ↑  Joseph Nehama et al.: In memoriam : hommage aux victimes juives des Nazis en Grèce. Hrsg.: Communauté israélite de Thessalonique. 1973 (französisch, org.il).
10. ↑  Bernd Rother: Spanien und der Holocaust. Walter de Gruyter, 2011, ISBN 978-3-11-092216-5 (google.de [abgerufen am 24. Juni 2025]).
11. ↑  Elisabeth Güde: Spracherinnerungen: Transkriptionen des Judezmo in zeitgenössischer Literatur. Neofelis Verlag, 2019, ISBN 978-3-95808-279-3 (google.de [abgerufen am 24. Juni 2025]).

| Personendaten    | Personendaten                                |
| ---------------- | -------------------------------------------- |
| NAME             | Nehama, Joseph                               |
| ALTERNATIVNAMEN  | Rizal, P. (Pseudonym)                        |
| KURZBESCHREIBUNG | griechischer Historiker, Linguist und Lehrer |
| GEBURTSDATUM     | 17. März 1881                                |
| GEBURTSORT       | Thessaloniki                                 |
| STERBEDATUM      | 29. Oktober 1971                             |
| STERBEORT        | Thessaloniki                                 |